# Flucht von Galaxy III
Flucht von Galaxy III (Originaltitel: Giochi erotici nella 3a galassia, deutscher Alternativtitel Star Crash II) ist ein italienischer Science-Fiction-Film aus dem Jahr 1981. Die deutsche Erstveröffentlichung fand 1983 auf Video statt.

## Handlung
König Zador und seine Tochter Belle Star befinden sich auf einer Raumstation in der Nähe ihres Heimatplaneten Exolon, als ein feindliches Schiff gesichtet wird. Es handelt sich um das des machtbesessenen Oraclon, der die Galaxie unterwerfen will. Zador weiß, dass auch eine Kapitulation sein Volk nicht retten wird, und vertraut Lithan die aus seiner Sicht aussichtslose Verteidigung an. Wie erwartet, ist die Flotte Exolons gegen die Waffen von Oraclon machtlos. König Zador schickt angesichts der sich abzeichnenden Niederlage Lithan und Belle Star zu Antarus, um dort um militärische Unterstützung zu bitten. Kurz nachdem das Raumschiff der beiden die Station verlassen hat, vernichtet Oraclon sowohl den Planeten wie auch die Raumstation.
Als er erkennt, dass Lithan und Belle Star flüchten konnten, nimmt er deren Verfolgung auf. Diese versuchen, den Planeten Krypton zu erreichen, da dessen negative Energie ihr Raumschiff stark, aber unkontrolliert beschleunigen und damit ihre Flucht ermöglichen soll. Trotz Beschuss durch Oraclons Kampfschiffe gelangen sie nach Krypton, wo ihr Raumschiff erwartungsgemäß ins All katapultiert wird. Da bei den vorhergehenden Kämpfen der Navigationscomputer beschädigt wurde, ist ihnen ihre Position unbekannt. Sie landen daraufhin auf dem nächstgelegenen Planeten, der sich später als die Erde entpuppt die nach einer atomaren Katastrophe in einen primitiven Entwicklungsstand zurückgefallen ist. Die Eingeborenen sind von den Raumfahrern verschreckt und nehmen sie gefangen. Bevor beide auf den Scheiterhaufen geworfen werden, rettet Lithan eines der Dorfkinder. Daraufhin stellen die Eingeborenen die Feindseligkeiten ein. In der Folge assistiert Lithan den Dorfbewohnern mit seinen nicht näher erklärten Superkräften bei Bauarbeiten, während Belle Star erstmals mit menschlicher Sexualität konfrontiert wird, die bei ihrem Volk in Vergessenheit geraten war, nachdem sie Unsterblichkeit erlangt hatten.
In der Zwischenzeit hat Oraclon das Raumschiff der beiden geortet und ist nun mit seinem Raumschiff im Orbit der Erde angekommen, von wo er Suchmannschaften auf die Erde aussendet. Als die Suche zunächst erfolglos ist, beginnt er auf den Planeten zu feuern, wobei auch viele der Dorfbewohner getötet werden. Lithan und Belle Star können sich in ihr Raumschiff retten und einen Schutzschild aktivieren, der das Schiff vor der Ortung durch Oraclon schützt. In ihrem Raumschiff kommen sich die beiden nun körperlich näher, als plötzlich der Schildgenerator versagt und sie von Oraclon aufgebracht werden. Im Thronsaal treffen sie auf andere Könige, die von Oraclon unterworfen wurden. Lithan tötet Oraclon unerwartet mittels aus seinen Augen schießenden Lichtblitzen, die, wie Belle Star erklärt, ein Ergebnis der neugewonnenen Sexualkräfte sind. Beide befreien die Könige und zerstören Oraclons Schiff.
Danach kehren sie zur Erde zurück, wo sie nach der Zerstörung ihres Heimatplaneten sesshaft werden.

## Kritik
- Ronald M. Hahn und Volker Jansen ziehen ein sarkastisches Fazit: „Der "unbekannte Planet" ist natürlich die Erde! Und dort lernen Belle Star und Lithan, wie man es miteinander treibt! Dann kehren sie zurück, um dem teuflischen König der Nacht das Handwerk zu legen! Man bedenke! Ein König, der in den Galaxien Kriege führt! Und negative Gravitation, die unsere Helden durch Raum und Zeit schleudert! Hat man so was schon mal erlebt? Wow!“[1]

Das Lexikon des internationalen Films, zusammenfassend: „Eine hanebüchene Geschichte, schlechte Schauspieler, geschmäcklerisch-süße Musik. Alles in allem ein Beleg filmischen Unvermögens.“

## Bemerkungen
Internationaler Titel des Films ist Escape from Galaxy 3; in manchen europäischen Ländern wurde er auch als Starcrash 2 vermarktet. Der Bezug auf den Film Star Crash – Sterne im Duell findet sich auch im Film wieder. So trägt die Hauptdarstellerin einen ähnlichen Namen. In fast allen Szenen, in denen Weltraumschlachten und Raumschiffe zu sehen sind, wurde ohne Rücksicht auf Eignung Material aus Star Crash kopiert und wieder verwendet. Auch einige Kostüme tauchen in diesem Film erneut auf.